# IC 2409
IC 2409 — галактика типу SBa (компактна витягнута галактика) у сузір'ї Рак.
Цей об'єкт міститься в оригінальній редакції індексного каталогу.